# Xã Clifton, Quận Beadle, South Dakota
Xã Clifton (tiếng Anh: Clifton Township) là một xã thuộc quận Beadle, tiểu bang Nam Dakota, Hoa Kỳ. Năm 2010, dân số của xã này là 120 người.